# Zanki Zero: Last Beginning
Zanki Zero: Last Beginning (ザンキゼロ?, Zanki Zero) è un videogioco di ruolo del 2018 pubblicato da Spike Chunsoft per PlayStation 4 e PlayStation Vita.

## Modalità di gioco
In Zanki Zero sono presenti sette personaggi che rappresentano altrettanti vizi capitali. Nel gioco è inoltre possibile incontrare Monokuma, mascotte della serie Danganronpa.